# Вилична кістка

Череп дромеозавра

Ви́лична кістка (лат. os zygomaticum, від грец. ζύγωμα — «вилична дуга», «ярмо»), ви́лиця — парна кістка лицевого черепа людини. З нею сполучаються однойменні відростки скроневої, лобової та верхньощелепної кісток. Скроневий відросток виличної кістки та виличний відросток скроневої кістки утворюють виличну дугу. Бере участь у формуванні рельєфу обличчя.

## Анатомія
Вилична кістка це парна структура, за формою нагадує чотирикутник, який заповнює простір між виличними відростками верхньої щелепи, лобовою та скроневими кістками і разом з останньою утворює виличну дугу.

### Відростки
- скроневий
- лобовий

### Поверхні
- щічна (facies malaris)
- скронева (facies temporalis)
- очноямкова (facies orbitalis)

На цих поверхнях розміщуються отвори — вилично-лицевий (foramen zygomaticofaciale), вилично-скроневий (foramen zygomaticotemporale), вилично-очноямковий (foramen zygomaticoorbitale).

## У тварин
В анатомії ссавців вилична кістка також називається os zygomaticum, в анатомії решти тварин — os iugale. У деяких плазунів, земноводних, птахів — невелика кістка нижньої щелепи. Вона з'єднана з квадратно-виличною і верхньощелепною кістками, так само як і з іншими кістками, в різних видів.